# خافيير سالاس
خافيير سالاس (بالإسبانية: Javier Salas)‏ (1 يناير 1993 بكولياكان في المكسيك - ) هو لاعب كرة قدم مكسيكي في مركز الوسط. لعب مع نادي أطلس.

## وصلات خارجية
- خافيير سالاس على موقع قاعدة بيانات كرة القدم.إي يو (الإنجليزية)
- خافيير سالاس على موقع Soccerway.com (الإنجليزية)
- خافيير سالاس على موقع AS.com (الإسبانية)